# Fulvio Roiter
Fulvio Roiter (Meolo, 1 de noviembre de 1926-Venecia, 18 de abril de 2016) fue un fotógrafo italiano de la provincia de Venecia, perteneciente al denominado neorrealismo italiano, siendo muy conocidas algunas de sus imágenes en blanco y negro de la vida de las clases humildes en la posguerra europea.

## Biografía
Fulvio Roiter se introdujo en el mundo de la fotografía con tan sólo veinte años de edad, y en 1949 se unió al club fotográfico La Góndola, de Venecia, junto a su buen amigo Paolo Monti
En 1953 viajó a Sicilia en su primer viaje fotográfico, hecho que resultó fundamental en su carrera, ya que al año siguiente la revista Camera, en un trabajo sobre fotógrafos sicilianos, publicó algunas de sus imágenes, lanzándolo a la fama
. Gracias a esto en 1954 pudo publicar su primer libro sobre su tierra (Venecia, flor de agua), publicado en Lausana, y consiguió el encargo de un reportaje sobre la región de Umbría. Durante este consiguió algunas de las imágenes más importantes de su vida, que se plasmarón en el libro Umbria, tierra de San Francisco de Asís, gracias al cual consuiguió el premio Nadar en 1956.
Posteriormente sus viajes fotográficos le llevaron a Cerdeña (1955) y finalmente también fuera de su país, empezando por Andalucía (1955 y 1956) y Brasil (1959), uno de sus países preferidos y donde regresaría en varias ocasiones. Posteriormente también trabajó en distintos destinos de Portugal, Marruecos, Líbano, Turquía, México y otros destinos.

## Publicaciones (selección)
- 1954, Venecia, flor de agua.
- 1955, Umbria, tierra de San Francisco de Asís. Ediciones Clairefontaine.
- 1978,  Vivre Venise, editorial  Mengès (en francés) ISBN 2856200427
- 1980,  "Liban", (en francés) Conseil National du Tourisme au Liban

## Premios y reconocimientos (selección)
- 1956. Premio Nadar por su libro Umbria, tierra de San Francisco
- 1978. Premio en los Encuentros Fotográficos de Arlés
- 1988. Premio Cangrande della Scala, Verona, honorífico por toda su carrera.
- 1990. Premio Maschera d'Argento'
- 1995. Premio L'Osella d'Oro (Rotary Club de Venecia.
- 2003. Premio Masi « Valori Veneti